# Malteser
Malteser är en hundras från Italien. Den är en dvärghund och sällskapshund med lång, silkeslen vit päls. Den står nära bichonerna som den tillsammans med pudel/barbet anses ha kunnat gett upphov till. I en undersökning 2012–2013 utnämndes maltesern till en av världens tjugo populäraste hundraser.

## Historia
Malteser är den europeiska dvärghund som har längst historia, men den har genom århundradena förädlats och korsats med andra raser. Malteser kommer av det semitiska ordet malet som betyder tillflykt eller hamn. Flera orter runt Medelhavet har detta namn i olika former: förutom Malta även Melita på Sicilien och Mljet i Dalmatien. Man kan alltså inte påstå att malteserns ursprung är någon bestämd ort.
En figurin föreställande en liknande hund från den Ptolemeiska dynastin (305-30 fvt) har hittats vid arkeologiska utgrävningar i oasen al-Fayyūm i Egypten; den finns på British Museum. En vas daterad till 500 fvt. från den etruskiska staden Volci anses avbilda en hund av detta slag. Aristoteles (384–322 f.Kr.) nämnde dvärghundar som i latinsk översättning blev Canis Melitæus. Dessa beskrivs i John Caius (1510–1573) De Canibus Britannicis 1570, det första hundlexikonet. När denna bok översattes till engelska 1576 blev rasnamnet Maltese.
Från renässansen var maltesern en populär hund bland kungligheter. John Caius beskriver hur hälsosamt det är att värma sängen med dessa små hundar. De kunde också bäras i vida skjortärmar för att dra till sig lössen så att dessa inte bet bäraren. Man försökte få dessa hundar så små som möjligt. Carl von Linné (1707–1778) skrev att de var av en ekorres storlek. Ansträngningarna att få dem små gick för långt och man var tvungen att korsa in andra hundar. Under 1800-talet tror man att malteserna korsats med asiatiska dvärghundar vilket gett upphov till den nuvarande terrierkaraktären. De antika fynden visar en mer spetsliknande dvärghund.
Maltesern hör till de raser som finns med i hela hundlitteraturen från Caius och framåt och de deltog på de första hundutställningarna under andra halvan av 1800-talet.

## Egenskaper
Maltesern beskrivs som charmig, vänlig och intelligent. Den skall vara lekfull och kelig och lätt att motionera. Maltesern är en älskvärd och tillgiven sällskapshund men också framåt och vaksam och kan därför, trots sin storlek, fungera som vakthund.

## Utseende

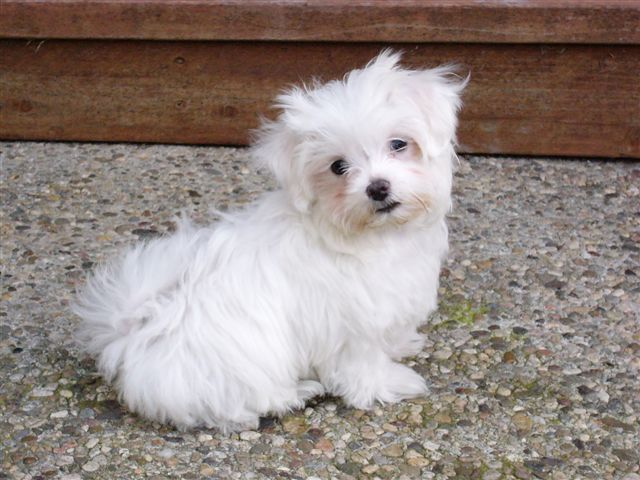
Malteservalp.

Maltesern fäller inte årligen utan får med tiden en lång päls. Som för andra långhårshundar blir det problem med tovor när valppälsen fälls och ersätts av vuxenpäls, vilket sker runt åtta månaders ålder, sedan fäller den inte fler gånger. Daglig borstning av pälsen förhindrar uppkomsten av tovor. Den skall röra sig med vägvinnande steg, och det skall framkalla intryck av att den glider fram med den långa pälsen svävande över marken.
Hunden skall vara liten med en relativt långsträckt och rektangulär kropp. Mankhöjden är 20 till 25 cm och vikten ligger mellan 2,5 och 4 kg. Kroppen skall vara lågställd och kompakt, med rak rygg och välutvecklad bröstkorg. Huvudet är medelstort med flat hjässa, något avrundat åt sidorna, stopet ska vara markerat. Öronen ska vara högt ansatta, långa och breda samt hållas tätt mot huvudet. En del maltesers kuperar man svansen på, men det är olagligt att kupera alla rasers svans och öron i Sverige.
Maltesern skall ha en kolsvart nos och stora, mörka framåtriktade ögon med svarta ögonlocksränder. Svansen skall bäras i en stolt båge över ryggen och vara försedd med ymnig päls. Tassarna skall vara runda och trampdynorna svartpigmenterade.